# M-113
O M113 é uma família de veículos blindados de transporte de pessoal de origem norte-americana, em serviço em muitos países. É um veículo sobre lagartas, com capacidade anfíbia limitada a pequenos cursos de água, grande capacidade de deslocamento em todo terreno e alta velocidade em estradas de terra batida ou asfaltada. A família M113 engloba uma ampla gama de versões e modificações tanto para combate como para apoio ao combate. Foram produzidas cerca de 80 000 unidades de todos os tipos, tornando-o num dos veículos blindados mais utilizado de todos os tempos.
Construído todo em alumínio, possui uma blindagem com capacidade limitada de proteção. Durante a Guerra do Vietnã recebeu o apelido de "Táxi de Combate".[carece de fontes?] Porém, suas primeiras versões eram também conhecidas pela fragilidade caso atingisse uma mina terrestre. Por essa razão, muitos soldados preferiam viajar sobre a cobertura do blindado ao invés de ocupar o seu compartimento interior.
Atualmente, no Iraque, o M113 ainda é amplamente utilizado pelo exército norte-americano, principalmente por pelotões de engenheiros e por grupos de patrulha. As versões mais comuns encontradas no Iraque são o M113A2 e M113A3. Nos anos seguintes à invasão do Iraque o M113 recebeu uma blindagem extra. Chamada de "slat armor", é composta por barras metálicas que servem para detonar explosivos propelidos por foguete (RPG) disparados contra o blindado.

## História
O M113 foi introduzido inicialmente em 1960, desenvolvido a partir do M59 e do M75, projetados pela Ford e pela Kaiser na década de 1950. O M113 foi inicialmente desenvolvido pela FMC de San José na Califórnia, obedecendo à pré-condição de ser uma "Família de Veículos Blindados Multiusos Aerotransportáveis" estabelecida pelo Exército dos Estados Unidos.

### Combate

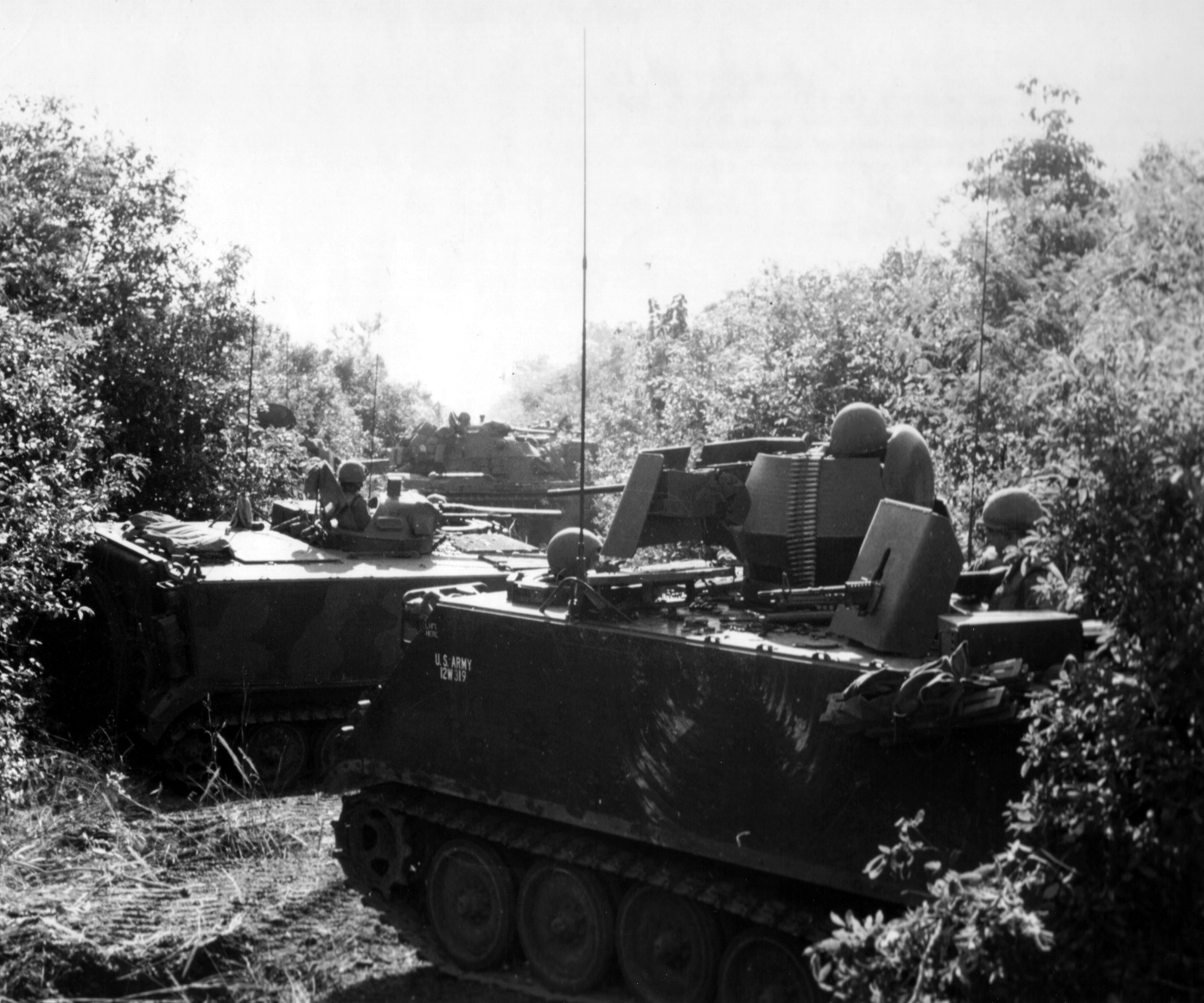
Blindados M113 modelo ACAV utilizados na Guerra do Vietnã.

Os modelos M113 formaram a maior parte dos esquadrões de blindados dos Estados Unidos durante a Guerra do Vietnã, utilizado principalmente para escolta de soldados.

## No Brasil

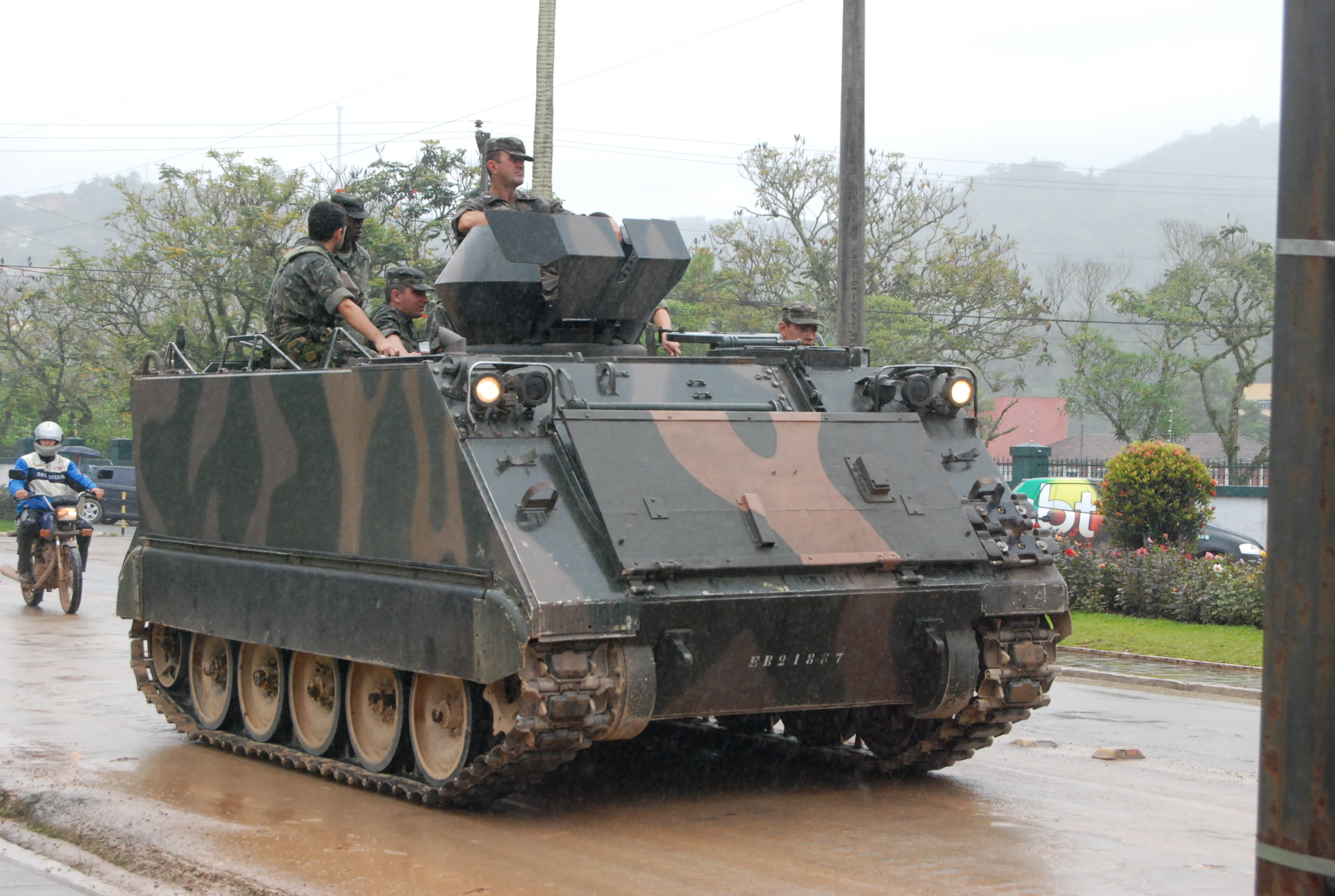
M-113 do Exército Brasileiro.

O Exército Brasileiro recebeu 584 unidades do M113A1. No início dos anos 1980, buscou-se nacionalizar o maior número possível de componentes destes veículos, criando a versão M113B. Atualizado pela empresa Motopeças, o M113 recebeu, entre outras modificações, um novo motor Mercedez Benz e uma nova transmissão.
O M113 nas versões M113 ACAV e M577 Command Post são também utilizados pelo Corpo de Fuzileiros Navais da Marinha (CFN). Esses blindados dividem com o EE-9 Cascavel, EE-11 Urutu e o LVTP-7/AAVP-7 entre outros a linha de blindados dos Fuzileiros Navais brasileiros.
No dia 25 de novembro de 2010, blindados M113 foram utilizados pela Marinha em operações na zona norte do Rio de Janeiro, no auxilio à Polícia Militar, com o objetivo de coibir atos de violência organizada registrados em diferentes pontos do Estado. Os blindados foram tripulados por fuzileiros navais e transportaram policiais da tropa de elite da polícia do Rio, o BOPE, até o local do confronto com os bandidos.
No ano de 2012, no Parque Regional de Manutenção/5 (Pq R Mnt/5), em Curitiba, começaram os trabalhos referentes ao projeto de modernização dos blindados M-113 do Exército Brasileiro, recebendo a nova denominação de M-113 A2Mk1-BR.
O projeto é resultado de parceria firmada entre o Governo Brasileiro, o Governo Americano e a empresa BAE Systems, e entre o final de setembro e começo de outubro de 2015 foi concluída a modernização do primeiro lote de 150 unidades. Os trabalhos começaram com o protótipo feito, em 2012, com mão de obra americana. Em 2013 foi estabelecida a linha de montagem que, naquele ano, completou 42 unidades. Em 2014 foram modernizadas mais 60, e em 2015 mais 48, fechando o lote previsto no primeiro contrato. O contrato para a modernização do segundo lote – 236 carros – já foi firmado, com previsão de iniciar os trabalhos em 2016 e concluir em 2018.

## Versões
A flexibilidade do M113 permitiu que, a partir dele, fossem desenvolvidas inúmeras variantes, algumas pelo próprio fabricante, outras pelos seus utilizadores. As principais são:

### M113BR
Projeto de modernização do M113BR do Exército Brasileiro para o padrão M113A2Mk1 da BAE SYSTEMS, com a substituição de toda parte de motorização, transmissão e esteiras (lagartas) por equipamentos superiores e mais modernos. Seu motor antigo Diesel da Mercedes-Benz OM352A (180HP) foi substituído pelo motor Turbo Diesel 6V53T de 265hp da Detroit Diesel Corporation (DDC) e a transmissão original Allinson TX200 foi substituída por uma unidade de transmissão cross drive Allison TX100-1A, permitindo maior mobilidade às tropas blindadas.

### M113 ACAV

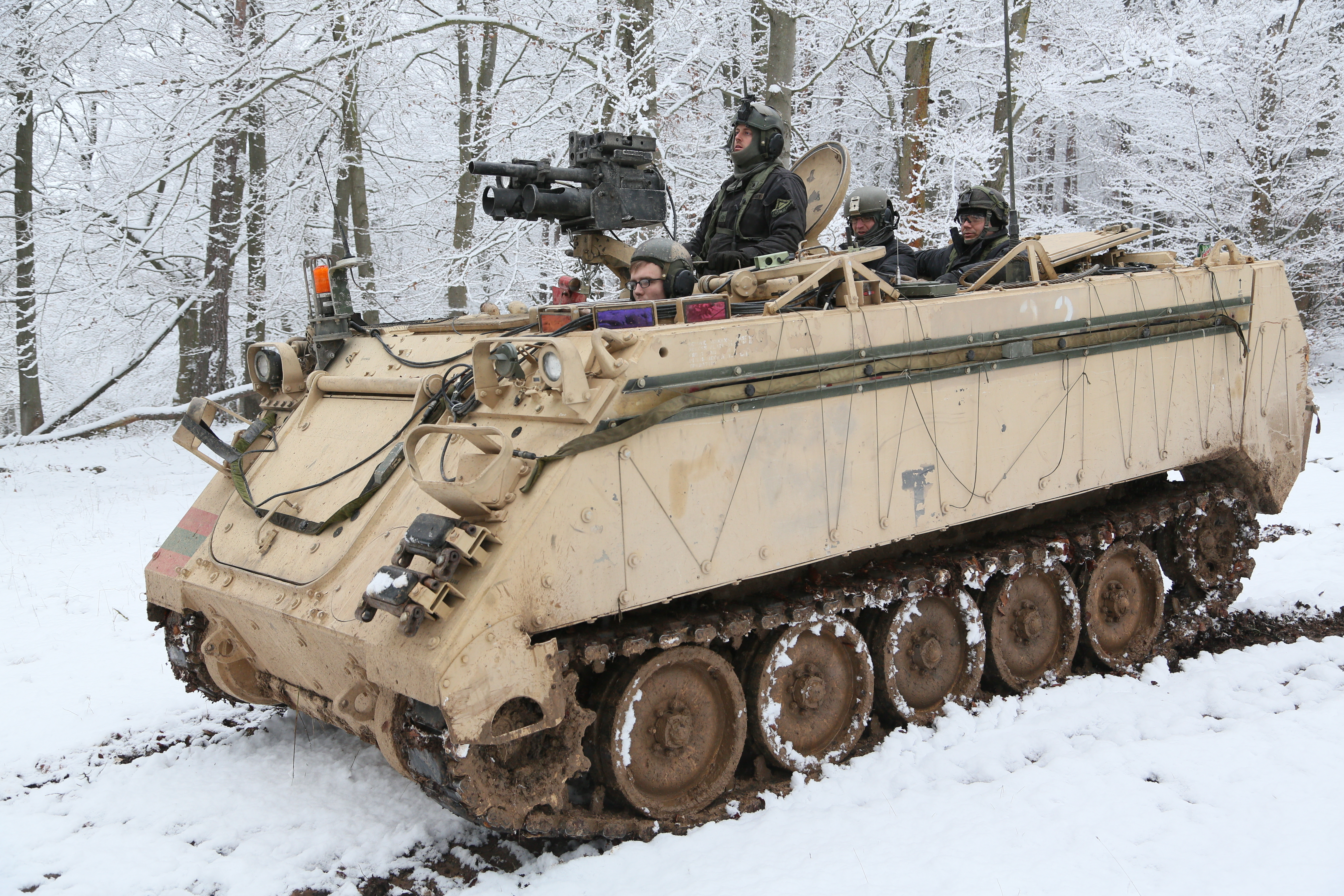
Um M113 americano.

Versão de Cavalaria Blindada, introduzida na Guerra do Vietnã principalmente para escolta a colunas. Caracterizava-se por possuir uma blindagem circular em forma de torre ao redor da metralhadora de 12.7mm (.50) e dois escudos menores com metralhadoras M-60 de calibre 7.62mm. alguns ACAV possuíam também uma blindagem adicional aplicada à prancha móvel posicionada na frente do veículo.

### M113A1
Versão com motor Detroit a diesel, em substituição do original a gasolina, lançada em 1964. 6 cilindros em "V". Com 4 modelos de viaturas: - TP (Transporte de tropa) com capacidade para 11 militares armados e equipados mais 02 da guarnição; - Morteiro; - Socorro; e - Comando. Carro anfíbio. Atinge a velocidade de 64,3 km/h em terra e 4,7 km/h na água.

### M113A2
Lançada em 1979, com arrefecimento e suspensão aperfeiçoados.

### M113A3
Versão com a capacidade aperfeiçoada de sobrevivência no campo de batalha, lançada em 1987.

### M58 Wolf
Porta geradores de fumígeno para criação de cortinas de proteção visual e infra-vermelha.

### M106
Porta-morteiros de 107 mm.

### M113 AMEV
Ambulância com proteção blindada.

### M113 Lynx

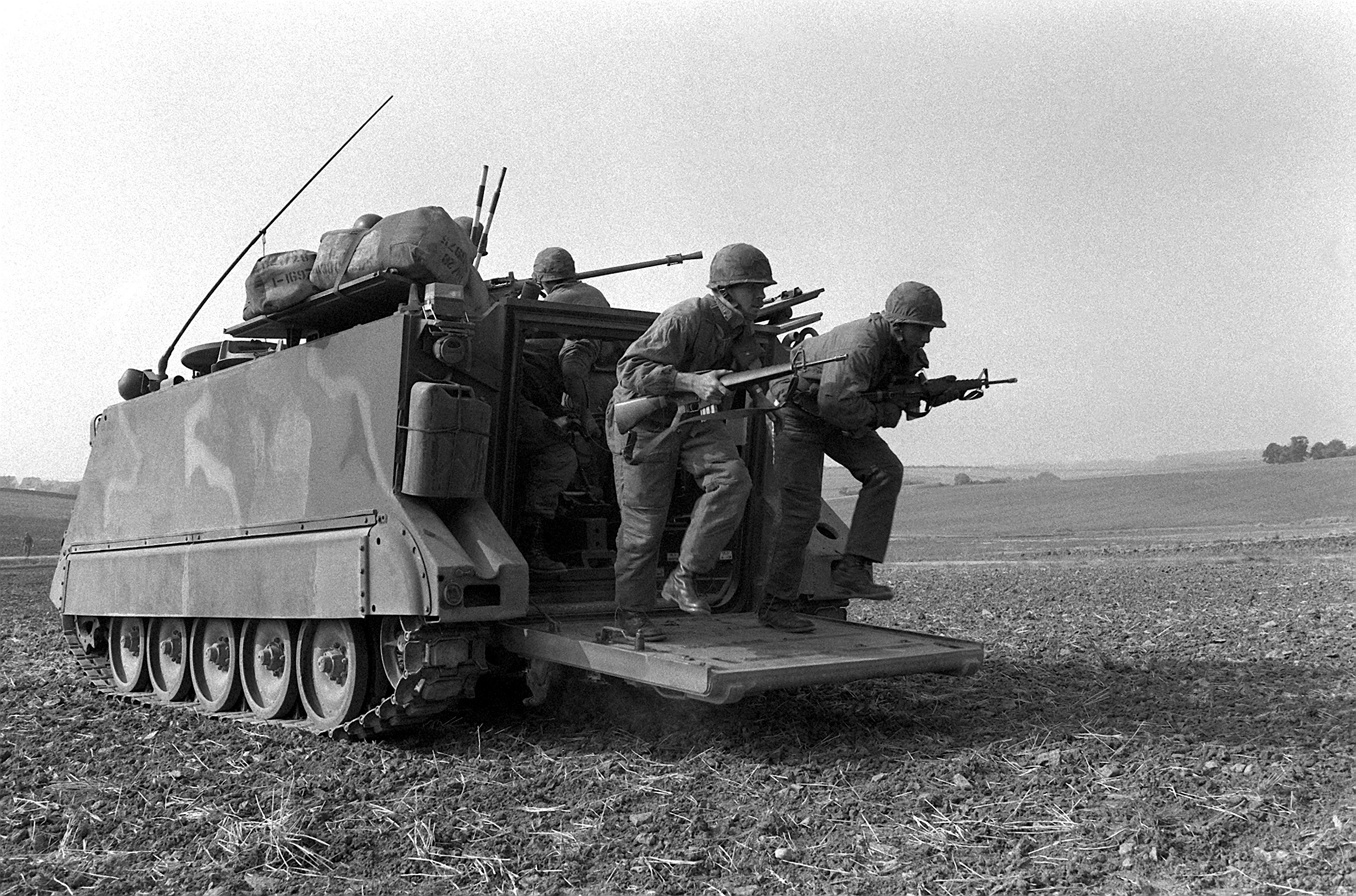
Militares desembarcando de um M113.

Veículo Blindado de Reconhecimento, em serviço no Canadá e nos Países Baixos.

### M125
Porta-morteiros de 81 mm

### M132
Veículo lança-chamas, dotado de uma torre com lança-chamas e metralhadora coaxial, mais tanques de combustível na traseira.

### M163 Vulcan

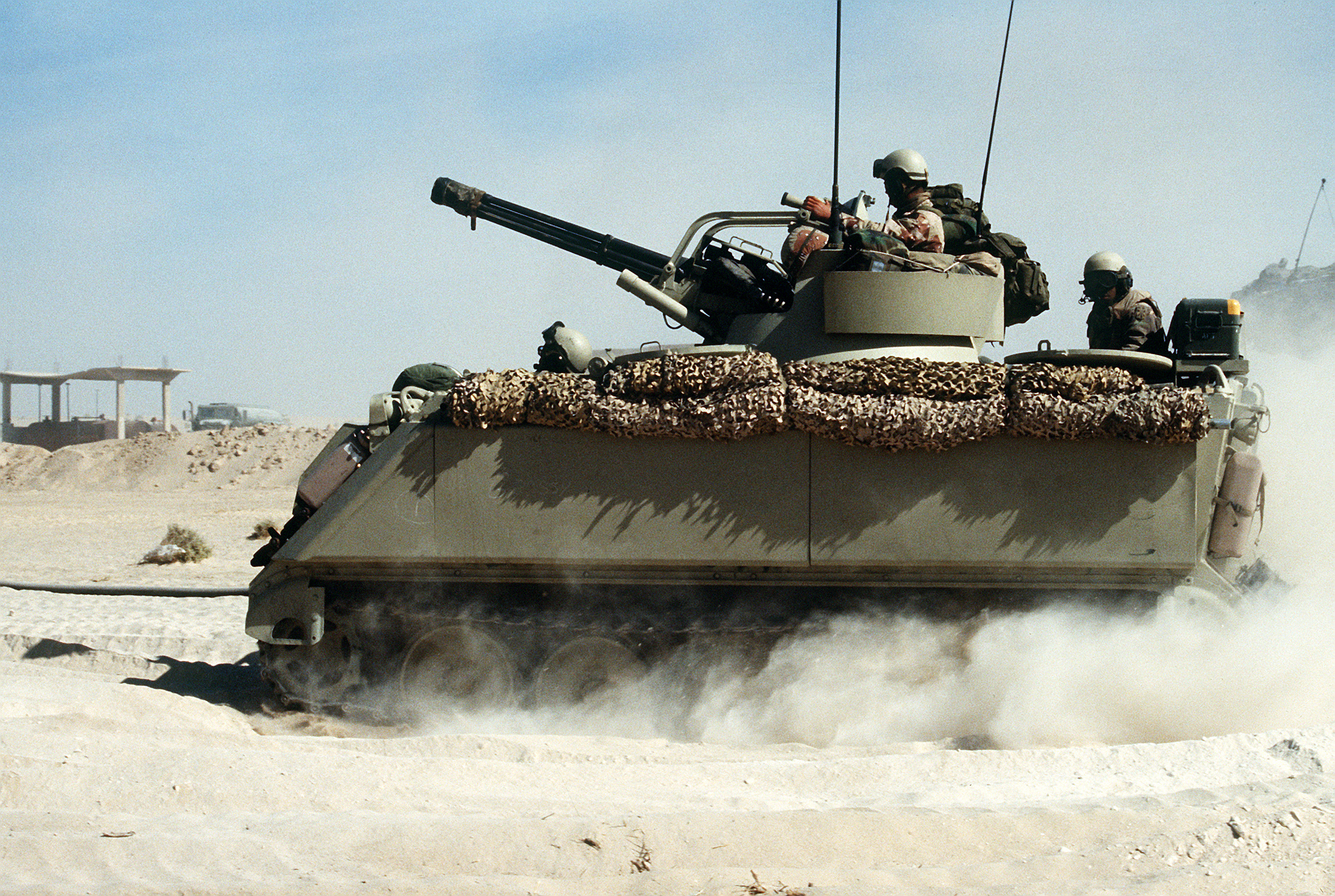
Um M163 Vulcan do Exército dos Estados Unidos,3rd Cavalry Regiment.

Veículo de Defesa Antiaérea, equipado com uma peça antiaérea M61 Vulcan composta de 6 canos rotatórios de 20mm (gatling).

### M474
Veículo lançador de mísseis Pershing.

### M548
Transporte de carga com lagartas, não blindado.

### M577
Veículo posto de comando tático.

### M730
Veículo de lançamento de mísseis antiaéreos M48_Chaparral.

### M901
Veículo de lançamento de mísseis anticarro TOW.